# Cyanea membranacea
Cyanea membranacea är en klockväxtart som beskrevs av Joseph Rock. Cyanea membranacea ingår i släktet Cyanea, och familjen klockväxter. Inga underarter finns listade i Catalogue of Life.